# 二軒茶屋停留場
二軒茶屋停留場（日语：／ Nikenjaya teiryūjō */?），又稱二軒茶屋電車站，是位於鹿兒島縣鹿兒島市宇宿一丁目，鹿兒島市交通局（鹿兒島市電）谷山線的電車站。車站編號為I20。

## 歷史
- 1912年12月1日 - 鹿兒島電氣軌道開設此站。
- 1928年7月1日 - 鹿兒島市電氣局接管路線。
- 1933年1月 - 改組成為鹿兒島市交通課車站。
- 1956年5月10日 - 改組成為鹿兒島市交通局車站。

## 電車站構造
此電車站設有2面2線的相對式低地台月台。兩月台上設有電車接近顯示器和廣播系統。兩月台可讓輪椅人士上落，但是電動輪椅人士各由於月台寬度問題使不能使用此電車站。

### 運行系統
此電車站是谷山線電車站之一。■1系統會駛入此站。

## 使用狀況
| 1日上下車人次變化 | 1日上下車人次變化 |
| 年度              | 1日平均人次       |
| ----------------- | ----------------- |
| 2011年            | 798               |
| 2012年            | 772               |
| 2013年            | 763               |
| 2014年            | 753               |
| 2015年            | 767               |

## 電車站周邊
- 山田電機Teccland鹿兒島本店
- UNIQLO新榮店

## 巴士路線
市營巴士「二軒茶屋」巴士站
- 3號線（玉里、西紫原線）
- 14號線（谷山線）
- 19號線（南紫原線）
- 33號線（慈眼寺、與次郎線）

## 相鄰電車站
鹿兒島市交通局
鹿兒島市電■1系統
南鹿兒島站前（I19）－二軒茶屋（I20）－宇宿一丁目（I21）

## 注腳
1. ↑  国土数値情報(駅別乗降客数データ)  （页面存档备份，存于）（日語） - 國土交通省，2018年12月10日參閲

## 外部連結
- 鹿兒島市交通局 （页面存档备份，存于）（日語）